# Novel Core
Novel Core（ノベルコア、2001年1月18日 - ）は、日本のラッパー、シンガーソングライター。BMSG所属。レーベルはB-ME。
活動名の「Novel Core」は、革新的という意味の「novel」と核を意味する「core」に由来しており、「既存の概念に囚われない世界の核になる」という意志に基づいて名付けられた。あらゆるジャンルの垣根を越えて音楽制作を行い、ラッパーとして物語を紡ぎ出していく（述べる)意思を示している。コアを支えるファンをOUTER（コアを覆っており、道しるべROUTEになるという意味で）と呼んでいる。

## 来歴

### Core-Boyとして
- 2001年1月18日、東京都に生まれる。
- 2014年、中学校の合唱コンクールにて3年間指揮者を務め、指揮者を志す。しかし経済的理由により挫折。
- 2015年、YouTubeをみてヒップホップに感銘を受けて独学にてラップ技術を習得。
- 2016年3月、Core-Boy名義でMCバトルに参加。
- 2016年4月、高円寺駅の周辺で行われていたサイファーに参加。渋谷駅の周辺でフリースタイルの路上パフォーマンスをしていた。ドラマーの佐藤響と出会う。
- 2016年10月30日、渋谷区立広尾中学校にて行われたハロウィンイベントでZeebraと出会う。
- 2017年3月30日、『BAZOOKA!!! 第11回高校生RAP選手権』に出場し、惜しくも準優勝。
- 2017年4月1日、日本初のヒップホップ専門ラジオ局「WREP」のパーソナリティに最年少で任命される。
- 2017年8月17日、『BAZOOKA!!! 第12回高校生RAP選手権』に出場し、優勝を果たす。
- 2018年2月6日、『フリースタイルダンジョン 4th Season Rec 6-1』にチャレンジャーとして出演。

### Novel Coreとして
- 2018年8月7日、SKY-HIのミックステープ『FREE TOKYO』の収録曲「What are you talking about?」にNovel Core名義で参加。
- 2018年11月29日、Zeebra主宰のヒップホップレーベル「GRAND MASTER」と契約し、活動名をCore-BoyからNovel Coreへ改名[2]。
- 2018年12月5日、1stシングル「Metafiction」をリリース。正式なインディーズデビューを果たす。
- 2019年2月13日、『フリースタイルダンジョン 5th Season Rec 8-2』に再びチャレンジャーとして出演。
- 2019年3月20日、1st EP『CORE OF THE』をリリース[3]。
- 2019年7月24日、『BAZOOKA!!! 第16回高校生RAP選手権』に出場し、準優勝を収める。
- DJ KOTAと出会う。[4]
- 2020年1月5日より、ABEMAの恋愛リアリティショー番組『月とオオカミちゃんには騙されない』に出演[5]。
- ファッションに興味があり、DIESELなどのブランドを通してNovelCoreらしいコーディネートを確立していった。
- 2020年4月1日、私財を投じて自主制作した1stアルバム『WCMTW』をリリース[6]。発売即日でオンラインショップにて完売した。
- 2020年10月16日、SKY-HI主宰のマネジメントレーベル「BMSG」に第一弾アーティストとして移籍。デビュー曲『SOBER ROCK』のリリースを持って、BMSGとavexの共同音楽レーベル「B-ME」からメジャーデビューを果たす[7]。
- 2021年10月24日戦極MCBATTLE第24章日本武道館公演に出場。
- メジャー1st,2ndアルバムが2作連続、各チャートで日本1位を獲得。
- 2022年10月31日 ネイルクィーン2022　アーティスト部門受賞。
- ファッション性が評価されFERRAGAMO、ETROなどの有名ファッションメゾンにて、モデルに起用される。
- 2023年6月21日　DJ KOTA、Dram:佐藤響にGuitar:Yuya KumagaiとKeyboard:Yuki Uchimuraをメンバーに加え「NovelCore&THE WILL RABBITS」として1stシングル『BYEBYE』を配信。プロデューサーにChakiZuluを迎えて制作された。オリコン最高15位を獲得した。
- 2023年11月12日　日本武道館公演サポートのため、クラウドファンディングにて5924人がパートナーになり、4059万円集める。（達成率811%）[8]
- 巨大アート作品『iCon』を製作。クラウドファンディングと共に100分割した作品をオークション形式にて出品した。
- スタイリストをつける事なく、ステージ衣装などセルフプロデュースしている。
- 2024年1月17日　初の日本武道館単独ライブを開催。
- ツアーグッズやCDジャケットなどをデザイン、楽曲製作と連動したアート活動を行っている。
- ヒップホップ、ロック、ボカロなどジャンルを越えた楽曲づくりを行っており、MCなどのステージングやセットリストは自身で製作している。[9]
- 2024年11月25日 ネイルオブザイヤー2024受賞[10]。
- 2025年1月22日フィーチャリングゲストにBE:FIRSTからRYOKIとSHUNTOを迎えたコラボシングル『OJIGI』をデジタルリリース
- 2025年2月11日初のアリーナライブをKアリーナ横浜にて開催

## 作品

### アルバム
| No.       | タイトル                        | 収録曲 | レーベル | 出典  |
| --------- | ------------------------------- | --- | -------- | ----- |
| 1st       | WCMTW （2020年4月1日）          | 1. SAGA 2. Doze Off (feat. SKY-HI) 3. Real Dreamer 4. Satsutaba Familia 5. I Think I Guess 6. Pull Up To GINZA 7. Call From Mom (Skit) 8. EVE 9. Be You (feat. RAU DEF) 10. Right Here 11. BOSS (feat. Zeebra) 12. Count It Up 13. Become A L L 14. Call From Zeebra (Skit) 15. I KNOW IT WOLF | 自主制作 | [ 6 ] |
| major 1st | A GREAT FOOL （2021年12月15日） | 1. Intro 2. A GREAT FOOL 3. DOG - freestyle 4. PANIC! feat.SKY-HI 5. WIN feat.AK-69 6. WAGAMAMA MONDAIJI 7. LOVE SONG feat.SG 8. 2021 (Skit) 9. PERIOD. 10. THANKS, ALL MY TEARS | B-ME     |       |
| major 2nd | No Pressure （2022年8月3日）    | 1. TROUBLE 2. JUST NOISE 3. BABEL 4. No Stylist 5. 独創ファンタジスタ 6. No Pressure 7. HAPPY TEARS feat.Aile The Shota 8. Skit 9. Untitled | B-ME     |       |
| major 3rd | HERO （2024年1月18日）          | 1. I AM THE 2. No Way Back 3. カミサマキドリ feat. Takuya Yamanaka (from THE ORAL CIGARETTES) 4. RULERS 5. TYPHOON 6. ex feat. Ayumu Imazu 7. Hey, Rainy 8. HERO | B-ME     |       |

### EP
| No.          | タイトル                      | 収録曲                                                             | レーベル     | 出典  |
| ------------ | ----------------------------- | ------------------------------------------------------------------ | ------------ | ----- |
| 1st          | CORE OF THE （2019年3月20日） | 1. Message 2. Flex Zone 3. Yahweh 4. Love Yourself                 | GRAND MASTER | [ 3 ] |
| major 1st EP | iCoN （2023年1月18日）        | 1. DAWN 2. FREAK PARADE 3. SORRY, I’M A GENIUS 4. iCoN 5. ジェンガ | B-ME         |       |

### シングル
| 発売日         | タイトル                                                 | 収録アルバム | レーベル     | 出典   |
| -------------- | -------------------------------------------------------- | ------------ | ------------ | ------ |
| 2018年12月5日  | Metafiction                                              | 未収録       | GRAND MASTER | ―      |
| 2020年10月16日 | SOBER ROCK (prod. SOURCEKEY)                             | 未収録       | B-ME         | [ 11 ] |
| 2020年12月23日 | 天気雨 feat. Hina (from FAKY)                            | 未収録       | B-ME         | [ 12 ] |
| 2021年1月18日  | SOBER ROCK -Remix- feat. SKY-HI                          | 未収録       | B-ME         | [ 11 ] |
| 2021年2月24日  | 天気雨 feat. Hina (from FAKY) -☆Taku's Japaneggae Remix- | 未収録       | B-ME         | [ 13 ] |
| 2021年8月4日   | DOG -freestyle- (prod. Yoshi)                            | A GREAT FOOL | B-ME         | [ 14 ] |
| 2021年9月15日  | WAGAMAMA MONDAIJI                                        | A GREAT FOOL | B-ME         | [ 15 ] |
| 2021年10月20日 | PANIC! feat. SKY-HI                                      | A GREAT FOOL | B-ME         |        |
| 2022年4月6日   | HAPPY TEARS feat. Aile The Shota                         | No Pressure  | B-ME         |        |
| 2022年5月4日   | TROUBLE                                                  | No Pressure  | B-ME         |        |
| 2022年6月8日   | No Pressure                                              | No Pressure  | B-ME         |        |
| 2022年7月20日  | 独創ファンタジスタ                                       | No Pressure  | B-ME         |        |
| 2023年1月18日  | ジェンガ                                                 | iCon         | B-ME         |        |
| 2023年7月19日  | BYE BYE                                                  | BYE BYE      | B-ME         |        |
| 2023年11月8日  | No Way Back                                              | HERO         | B-ME         |        |
| 2024年1月10日  | RULERS                                                   | HERO         | B-ME         |        |
| 2024年3月27日  | CHAOS                                                    | 未収録       | B-ME         |        |
| 2024年6月19日  | SHIKATO!!!                                               | 未収録       | B-ME         |        |
| 2024年7月15日  | 可愛くてごめん (-KAWAII GANG Remix-)                     | 未収録       | B-ME         |        |
| 2024年8月15日  | SKILL TEST feat. DABO, Charlu                            | 未収録       | B-ME         |        |
| 2024年10月18日 | TYPE                                                     | 未収録       | B-ME         |        |
| 2024年11月27日 | ずっと                                                   | 未収録       | B-ME         |        |
| 2024年12月16日 | Welcome To My Brain                                      | 未収録       | B-ME         |        |
| 2024年12月26日 | UNDEFEATED                                               | 未収録       | B-ME         |        |

### フィーチャリング
| 発売日        | タイトル                             | アーティスト                       | 収録アルバム   | 出典   |
| ------------- | ------------------------------------ | ---------------------------------- | -------------- | ------ |
| 2018年8月21日 | What are you talking about?          | SKY-HI Hideyoshi                   | FREE TOKYO     |        |
| 2020年3月23日 | From Now On                          | 竹内唯人                           | ー             | ー     |
| 2020年7月7日  | half-moon                            | FAKY                               | ―              | [ 16 ] |
| 2021年3月19日 | Roller Coaster                       | KAHOH                              | ―              |        |
| 2022年1月18日 | 118                                  | edhiii boi, SOTA                   | ―              |        |
| 2022年3月14日 | Brave Generation (BMSG United Remix) | SKY-HI, Aile The Shota, edhiii boi | ―              |        |
| 2022年6月19日 | Lotto                                | SG                                 | ―              |        |
| 2022年8月2日  | TRASH TALK                           | s**t kingz                         | ―              |        |
| 2022年9月18日 | New Chapter                          | BMSG ALLSTARS                      | ―              |        |
| 2022年12年9日 | blue print                           | claquepot                          | the test       |        |
| 2023年10月2日 | MF                                   | SHUNTO, RYOKI                      | ―              |        |
| 2024年2月4日  | ステゴロ                             | KDH                                | ―              |        |
| 2024年3月10日 | SWAG IN YOUR AREA                    | Dr.SWAG                            | ―              |        |
| 2024年3月15日 | VEIL                                 | LNoL                               | ―              |        |
| 2024年4月3日  | Empire                               | Novelbright                        | CIRCUS         |        |
| 2024年4月10日 | ミコラソン                           | ナオト・インティライミ             | ファンタジスタ |        |
| 2024年4月12日 | Villains                             | Aile The Shota, edhiii boi         | ―              |        |
| 2024年5月29日 | Girlfriend                           | BMSG POSSE                         | TYOISM Vol.1   |        |
| 2024年6月26日 | MINNA BLING BLING                    | BMSG POSSE                         | TYOISM Vol.1   |        |
| 2024年7月31日 | OVERDRIVE                            | BMSG POSSE                         | TYOISM Vol.1   |        |
| 2024年9月13日 | PICTURE PERFECT feat. Novel Core     | SALU                               | ―              |        |
| 2024年11月1日 | SOLO (feat. NOA, Novel Core)         | Ayumu Imazu,NOA                    | ―              |        |

## タイアップ
| 曲名     | タイアップ                                              |
| -------- | ------------------------------------------------------- |
| ステゴロ | テレビアニメ『ぶっちぎり?!』魅那斗會 チームソング       |
| RULERS   | テレビアニメ「キングダム」第5シリーズエンディングテーマ |

## ライブ
- 2022年4月15日-5月20日 A GRET FOOL TOUR 2022
- 2022年6月3日 1st ワンマンライブ「I AM THE TROUBLE」
- 2022年11月11日-12月7日 NoPressure Tour 2022
- 2023年1月21日 ワンマンライブ-untitled-
- 2023年4月20日-6月2日 iCon TOUR 2023
- 2023年4月30日 NovelCore × owv（対バンライブ)
- 2023年10月11日-10月18日 WHAT'S THE ROCK TOUR vol.1〜3 ( Novelbright、ビッケブランカ、yamaとの対バンツアー企画)
- 2024年1月17日　日本武道館単独ライブ -I AM THE-
- 2024年3月17日-4月26日 HERO TOUR 2024

### イベント
- 2021年10月10日 BMSG Showcase 2021 in INNOFES
- 2022年5月29日　MTV LIVE MATCH
- 2022年6月5日　宗像フェス　THINK ECO KITAKYU
- 2022年7月16日　Date fm Fantastic Forty RAD DAY 1.5
- 2022年7年18日　BLACK SUMMER WEEKEND(千葉ロッテマリナーズ)
- 2022年8月17日　コカ・コーラSUMMER STATION音楽LIVE
- 2022年8月21日 SUMMER SONIC 2022
- 2022年9月3日 第35回マイナビ東京ガールズコレクションAUTUMN/WINTER
- 2022年9月17日 BMSG FES'22
- 2022年10月10日FM802 MINAMI WHEEL 2022
- 2022年11月20日 尼フェス ARTIST EDITION 2022
- 2022年12月11日 BEAT PHOENIX2022〜HIPHOP DINOSOUR
- 2022年12月24日 開局60年ぎふチャンまつり＃ツナガル文化祭
- 2023年2月12日 SOUND CONNECTION - NO LIMIT -
- 2023年2月11日 CUSTOMIZE ARENA(第26回大阪オートメッセ2023)
- 2023年3月3日 MEET YOUR ART FAIR2023「RE:FACTORY」
- 2023年3月11月 超音波ビビビソニック
- 2023年4月15日 KOBE COLLECTION 2023
- 2023年4月29日 NYLON JAPAN 19TH ANNIVERSARY PARTY
- 2023年5月3日 VIVALA ROCK 2023
- 2023年6月18日 MTV PRIDE LIVE 2023
- 2023年7月17日 Lucky Fes'23
- 2023年7月28日 Date fm Fantastic Forty RAD DAY 2.5
- 2023年8月2日 THE STAR NEXTAGE
- 2023年8月5日 SUMMER STATION LIVE 2023
- 2023年8月18日 SONIC MANIA
- 2023年9月3日 Rolling Stone Japan LIVE 2023
- 2023年9月23日-10月1日 BMSG FES'23
- 2023年10月28日 SPOOKY 2023〜PURO ALL HALLOWEEN PARTY〜
- 2023年11月3日 バズリズムLIVE 2023
- 2023年12月21日Dr.FES - 2023
- 2023年12月26日 Juice supported by Rolling Stone Japan
- 2024年3月3日 MAKE A BOOM #6 -sparkle-
- 2024年4月28日 ARABAKI ROCK FEST.24
- 2024年5月5日 JAPAN JAM 2024
- 2024年5月19日 METROCK 2024
- 2024年5月26日 KOBE MELLOW CRUISE 2024(BMSG POSSEとしての出演)
- 2024年6月1日 BLUE SKY HEAVEN
- 2024年6月28日BEAT AX Vol.4(BMSG POSSEとしての出演)

## 出演
※レギュラー出演などの主要な出演のみを記載。

### テレビ番組
- BAZOOKA!!! 第11回高校生RAP選手権（2017年4月10日、BSスカパー!） - 準優勝
- BAZOOKA!!! 第12回高校生RAP選手権（2017年9月4日、BSスカパー!） - 優勝
- フリースタイルダンジョン 4th Season Rec 6-1（2018年2月6日、テレビ朝日） - チャレンジャー
- フリースタイルダンジョン 5th Season Rec 8-2（2019年2月13日、テレビ朝日） - BLACK MONSTER チャレンジャー
- 流派-R（2018年12月7日、テレビ東京）

### ウェブ番組
- BPM 〜BEST PEOPLE's MUSIC〜（2019年1月19日、AbemaGOLDEN 9）
- AbemaMix（2018年12月5日、ABEMA HIPHOP）
- 月とオオカミちゃんには騙されない（2020年1月5日 - 3月29日、ABEMA SPECIAL）[5]
- コアのPANIC!Pressure!1分チャレンジ（2022年11月〜ラジオ番組独創フライデーに連動した動画をMBSラジオ「オンラジ！」の公式Youtubeチャンネルにて配信）

### ラジオ番組
- WREP（2017年4月1日 - 2018年9月26日） - パーソナリティ
- MUSIC FUN ! J-WAVE(2022年8月) 　　　　-マンスリープレゼンター

- オンラジ！NovelCoreの独創フライデー　　　ファーストシーズン (2022年11月 - 2023年3月)　　　　　　　　　　　　　　　　　セカンドシーズン (2023年11月 - 2024年3月)　　　　　　　　　　　　　　　　　　- MBSラジオパーソナリティ

- TURNING BACK　(2023年10月-)　　　　- -J-WAVEラジオパーソナリティ